# Roquebrune-sur-Argens
Roquebrune-sur-Argens (provenzalisch Ròcabruna d’Argenç oder Roco-Bruno d’Argèns) ist eine französische Gemeinde mit 15.006 Einwohnern (Stand 1. Januar 2022) an der Mittelmeerküste (Côte d’Azur) im Département Var in der Region Provence-Alpes-Côte d’Azur. Sie gehört zum Arrondissement Draguignan und ist Mitglied im Gemeindeverband Estérel Côte d’Azur Agglomération. Das Bureau centralisateur des gleichnamigen Kantons befindet sich in der Gemeinde. Die Bewohner werden Roquebrunois und Roquebrunoises genannt.
Die Gemeinde erhielt 2023 die Auszeichnung „Drei Blumen“, die vom Conseil national des villes et villages fleuris (CNVVF) im Rahmen des jährlichen Wettbewerbs der blumengeschmückten Städte und Dörfer verliehen wird.

## Geographie
Die Gemeinde setzt sich aus den Ortschaften La Bouverie, Roquebrune-sur-Argens und Les Issambres zusammen und erstreckt sich über eine Länge von 28 Kilometern vom Esterel über das Argenstal hinweg an den nordöstlichen Hängen des Maurenmassivs entlang bis an die Côte d’Azur. Mit einer Gesamtfläche von 106,10 Quadratkilometern zählt sie zu den flächenmäßig größten Gemeinden des Départements. Roquebrune-sur-Argens grenzt an die Gemeinden Fréjus, Saint-Raphaël, Le Muy und Sainte-Maxime.
Der alte Ortskern von Roquebrune liegt malerisch auf einem Felsen über dem Flusstal, La Bouverie liegt eingerahmt von Weinbergen nördlich des Argenstales.
Les Issambres ist der Küstenort von Roquebrune am Mittelmeer. Er wurde vor dem Zweiten Weltkrieg durch sein heute nicht mehr bestehendes Theater und seine mit schattenspendenden Kiefern bewachsenen Strände bekannt. Die Familie des deutschen CSU-Politikers Franz Josef Strauß hatte hier seit den 1960er-Jahren ein Ferienhaus. Nach dem Tode des Vaters erbte die Tochter Monika Hohlmeier das Anwesen.

## Geschichte
Der Ort Roquebrune-sur-Argens kann auf eine tausendjährige Geschichte zurückblicken. Im 11. Jahrhundert wurde sie unter dem lateinischen Namen Rocca bruna errichtet, der aus den Felsen verweist, auf dem sie erbaut wurde.
Im Jahr 973 vertrieb Wilhelm I. von Provence die Sarazenen, die im Jahrhundert zuvor in die Region eingedrungen waren. Von da an konnte Roquebrune das gesamte Mittelalter sicher in Isolation im Schutz seiner Mauern verbringen und überstand selbst die Epidemien wie die Pest. Im 15. Jahrhundert wurden die Befestigungsanlagen in Zeiten wirtschaftlicher Blüte ausgebaut.
Mit dem Bau der Argensbrücke im Jahr 1829 wurde der Ort an die Querverbindung nach Italien angeschlossen.
Seit 2000 ist der Ort Namensgeber des Asteroiden (13701) Roquebrune.
| Jahr      | 1962  | 1968  | 1975  | 1982  | 1990   | 1999   | 2009   | 2013   | 2020   |
| Einwohner | 2.873 | 3.698 | 5.041 | 6.301 | 10.389 | 11.349 | 12.308 | 12.344 | 14.335 |

## Sehenswürdigkeiten

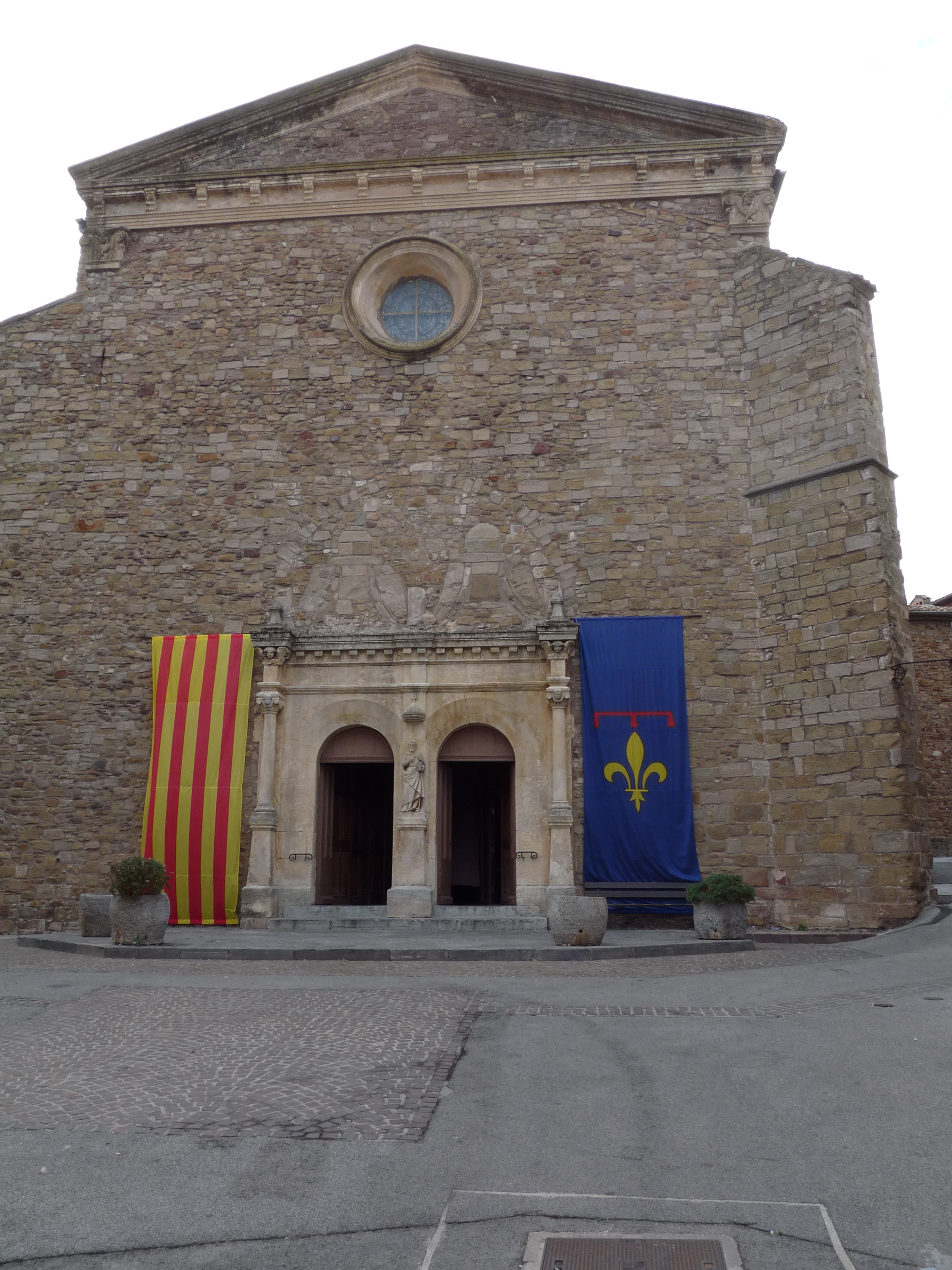
Kirche Saint-Pierre-Saint-Paul

- Die Pfarrkirche Saint-Pierre-Saint-Paul aus dem 16. Jahrhundert besitzt vier interessante Altarretabel aus dem 15. und 16. Jahrhundert. Sie steht seit 1987 als Monument historique unter Denkmalschutz.
- Der Felsen „Le Rocher“ – Montagne de Roquebrune ist ein östlicher Ausläufer des Maurenmassivs.
- Die Chapelle Saint Pierre am südlichen Ortsrand ist eine ehemalige Kapelle des Templerordens und ist seit 1926 ein Monument historique.
- Die Chapelle Saint Michel innerhalb der Mauern der alten Kernstadt Le Castrum ist heute ein Ausstellungsraum, in dem Gemälde gezeigt werden.
- Das Maison du Patrimoine zeigt Ausstellungen zur Geschichte der Gemeinde von der Vorgeschichte bis heute.
- In der ehemaligen Kapelle des Malteserordens ist heute ein Schokoladenmuseum.
- Die gallorömische Fischzucht in Les Issambres
- Die Gorges du Blavet im Ortsteil La Bouverie
- Der Dolmen de la Gaillarde
- Das Karmelitenkloster Roquebrune mit Gnadenkapelle Notre-Dame de Pitié, auf einem Hügel südlich der Stadt

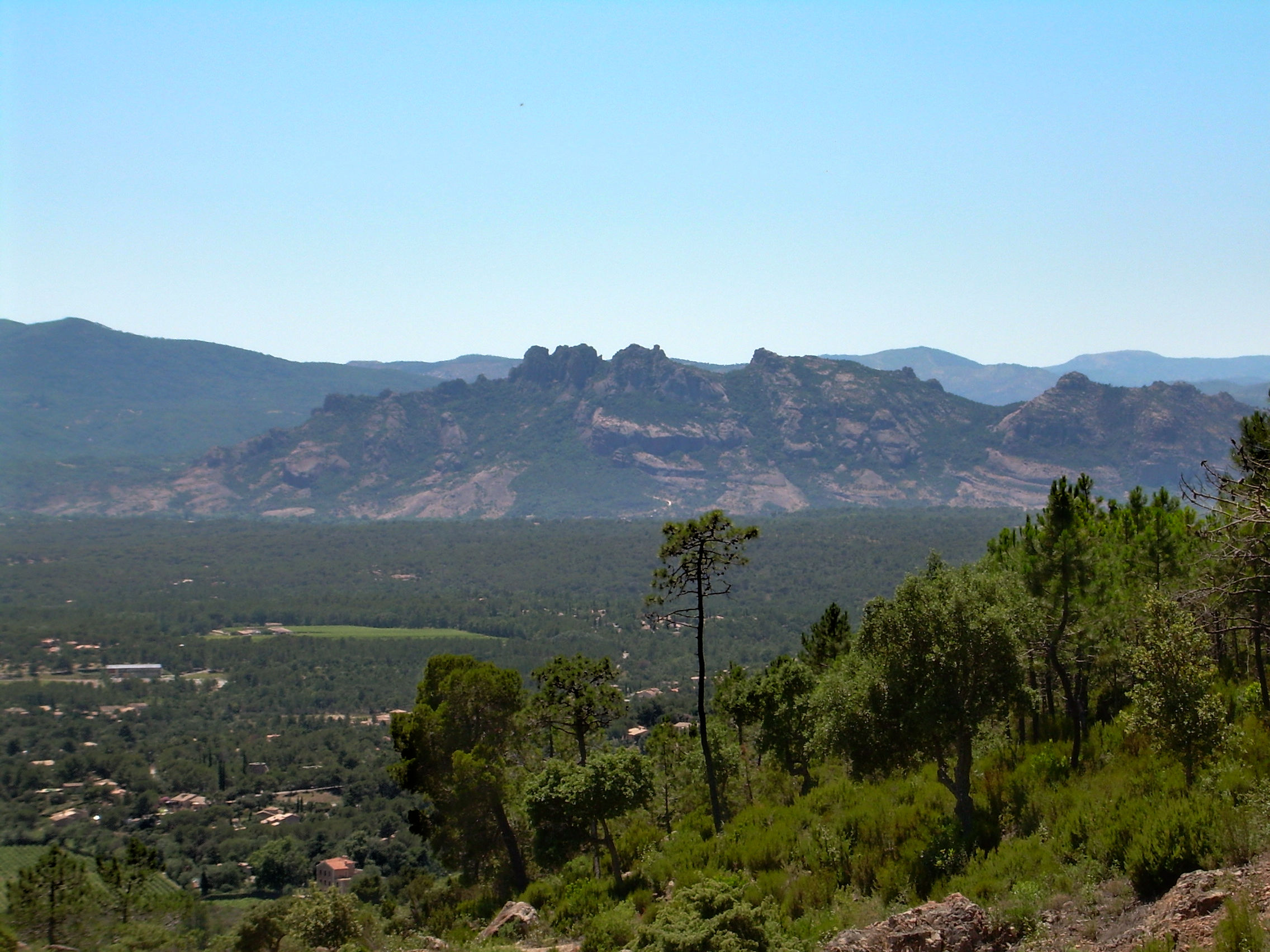
Rocher de Roquebrune-sur-Argens
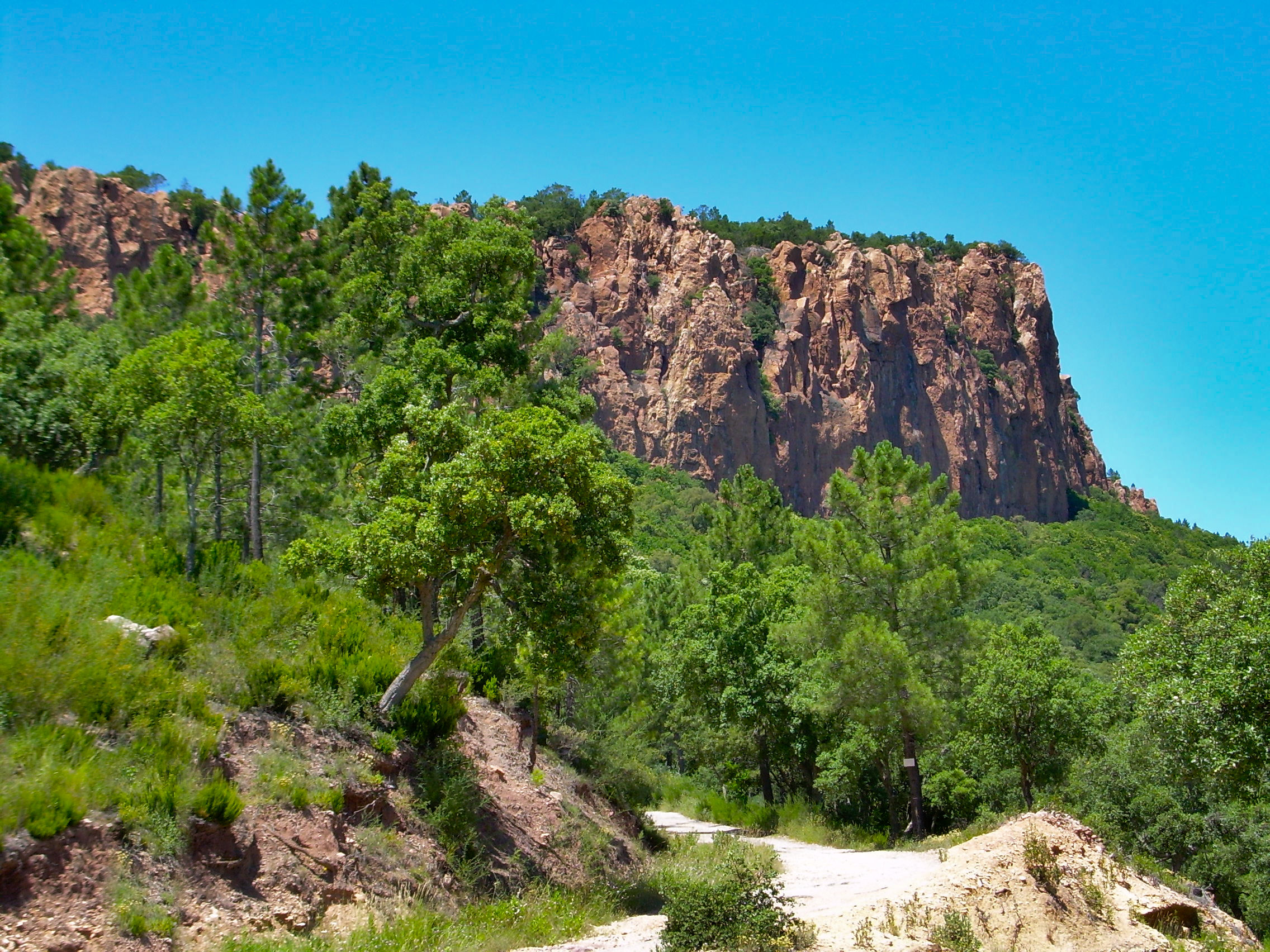
Gorges du Blavet
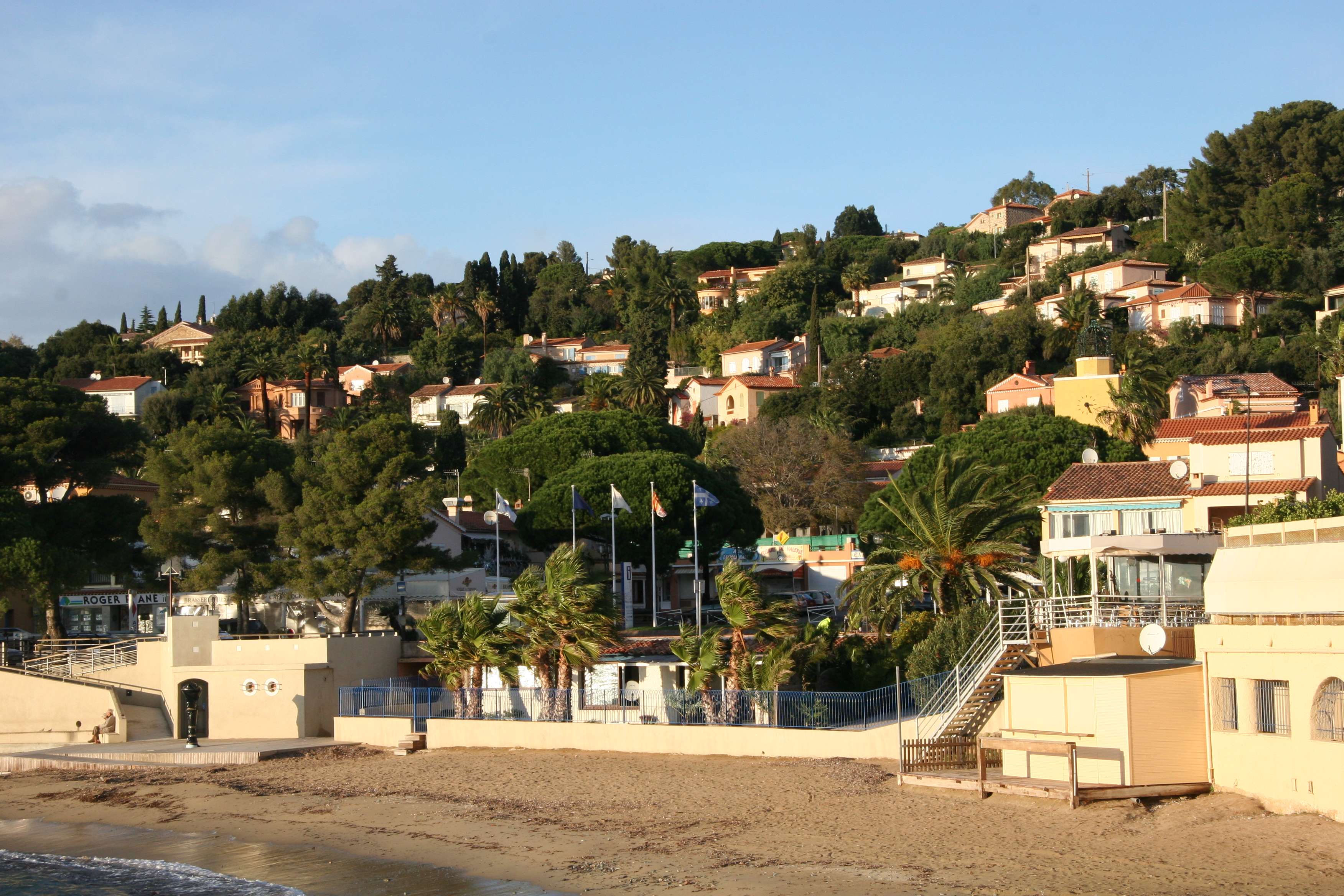
Les Issambres
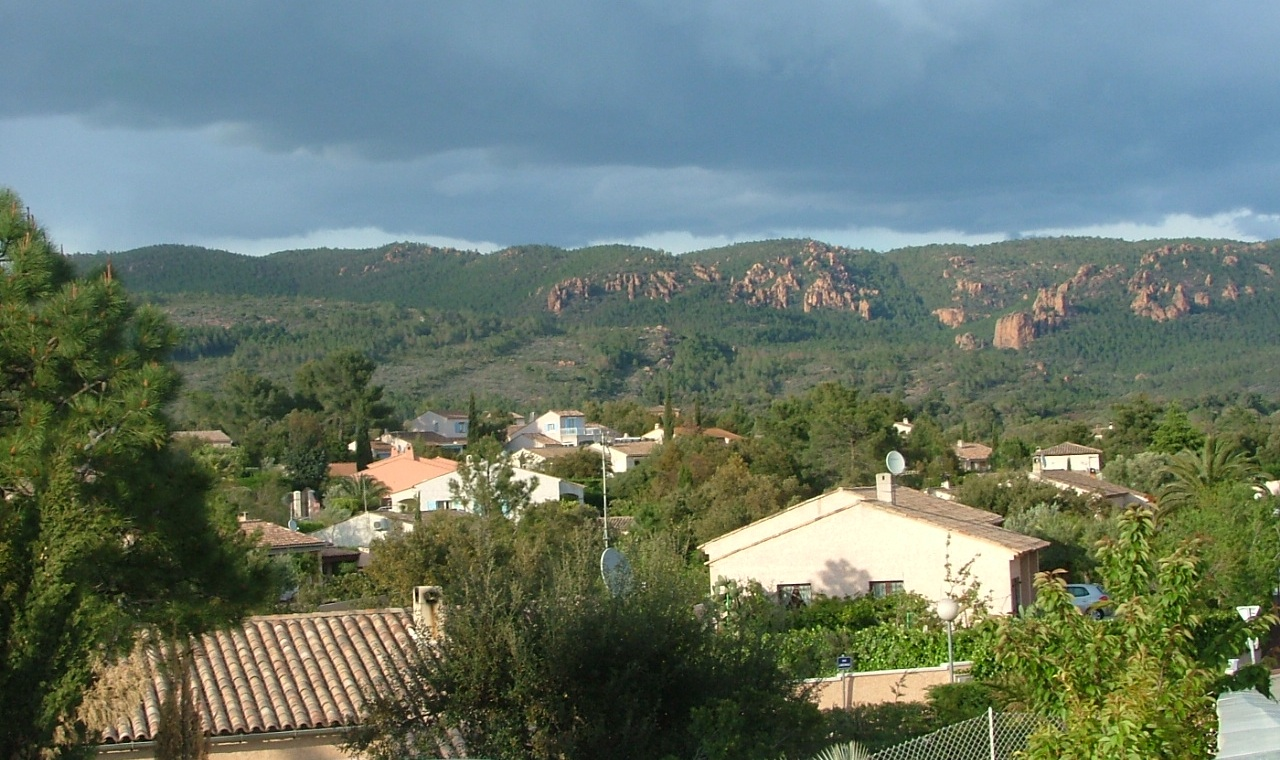
La Bouverie

## Verkehr
Das Gemeindegebiet wird von der Autoroute A 8 (La Provençale) und von der Bahnstrecke Marseille–Ventimiglia durchquert.

## Wirtschaft
- Tourismus
- Der Hafen von Les Issambres
- Die Weingüter Domaine de Marchandise und Domaine de La Bouverie
- Garten- und Gemüsebau, Rosen- und Orchideenzucht
- Schokoladenfabrik Gérard Courreau
- Die Fromagerie Robert Bedot, die 2003 als „bester Käsehersteller Frankreichs“ ausgezeichnet wurde

## Partnerschaften
- La Pêche in Québec, Kanada

## Persönlichkeiten
- Rénier de Bourbon (1883–1973), der Enkel Ferdinands II. von Sizilien und Oberhaupt der sizilianischen Linie des Hauses Bourbon starb in Roquebrune-sur-Argens.